# Soundtracks
Albums de Can
Monster Movie
(1969) Tago Mago
(1971)
Soundtracks est le deuxième album du groupe de Krautrock allemand Can. Réalisé en 1970, il s'agit d'une compilation de morceaux écrits par le groupe comme bandes originales de films.
L'album marque le départ du chanteur Malcolm Mooney, qui chante sur deux morceaux, et l'arrivée de son remplaçant, Damo Suzuki : Don't Turn the Light On, Leave Me Alone est la première performance officielle de Suzuki avec Can,. Musicalement parlant, le groupe montre sa rupture avec le rock psychédélique de leurs premiers enregistrements (Monster Movie et Delay 1968 (de)) pour se concentrer sur une musique plus réfléchie et plus expérimentale, ouvrant la voie aux albums suivants, Tago Mago et Ege Bamyasi.
She Brings the Rain a été reprise en 1994 dans le film Lisbon story de Wim Wenders et en 2000 par Oskar Roehler dans L'Insaisissable.
En mars 2005, le magazine Q plaçait le morceau Mother Sky au rang du 48e sur une liste des 100 Meilleurs Morceaux de Guitare.

## Titres de l'album
1. Deadlock - 3:27 - Écrite pour le film Deadlock
2. Tango Whiskeyman - 4:03 - Écrite pour le film Deadlock
3. Deadlock Title Music - 1:39 - Écrite pour le film Deadlock
4. Don't Turn The Light On, Leave Me Alone - 3:42 - Écrite pour le documentaire Cream – Schwabing Report[2]
5. Soul Desert - 3:50 - Écrite pour le film Mädchen mit Gewalt
6. Mother Sky - 14:28 - Écrite pour le film Deep End
7. She Brings The Rain - 4:05 - Écrite pour le film amateur Ein großer graublauer Vogel[2]

## Musiciens
- Holger Czukay (basse)
- Jaki Liebezeit (batterie)
- Irmin Schmidt (claviers)
- Michael Karoli (guitares)
- Damo Suzuki (chant)
- Malcolm Mooney (chant sur Soul Desert et She Brings The Rain)